# Wright Axcess-Ultralow
Wright Axcess-Ultralow — одноэтажный автобус, выпускаемый производителем автобусов из Северной Ирландии Wrightbus с 1995 по 1998 год. Пришёл на смену автобусам Wright Endurance и Wright Pathfinder. Вытеснен с конвейера моделью Wright Axcess-Floline. 

## История
Впервые автобус Wright Axcess-Ultralow был представлен в 1995 году. За его основу было взято шасси Scania L113CRL. Всего было произведено 330 экземпляров.